# Danielle Harris
Danielle Andrea Harris (Plainview, Nova Iorque, 1 de junho de 1977) é uma atriz e diretora de cinema norte-americana. Ela é conhecida como uma "rainha do grito" por seus papéis em vários filmes de terror, incluindo participações na série Halloween.

## Biografia

### Primeiros anos
Harris nasceu em Plainview (Long Island), mas mudou-se com sua família para Port Orange (Flórida) quando tinha dois anos. Posteriormente estabeleceu-se em Howard Beach (Queens), onde viveu até os 12 anos, e desde então reside em Los Angeles (Califórnia).

### Carreira
A carreira de Harris começou em Nova Iorque, onde venceu um concurso de beleza ainda criança, no entanto, ela apenas se profissionalizou depois de um tempo, quando passou a estrelar comerciais. Seu primeiro papel de destaque foi Sammi Garretson, em One Life to Live, uma personagem que ela viveu por três anos.
Em 1988, fez um teste para Halloween 4: The Return of Michael Myers e conseguiu o papel de Jamie Lloyd, que na trama é filha de Laurie Strode e sobrinha de Michael Myers. Menos de um ano depois, ela reinterpretou a personagem na sequência, Halloween 5: The Revenge of Michael Myers. Em 1995, foi convidada a atuar em mais um filme da franquia, mas não participou da produção—embora sua personagem apareça na trama—por problemas financeiros. Posteriormente, a atriz retornou à cinessérie, porém, em outro papel, Annie Brackett, na refilmagem de 2007, Halloween, dirigida por Rob Zombie.
Outros créditos de Danielle no cinema incluem Marked for Death, Don't Tell Mom the Babysitter's Dead, The Last Boy Scout, Daylight e Once Upon a Time in Hollywood. Participações em séries de televisão também se tornaram rotina em sua carreira, já que ela fez participações especiais em Roseanne, Boy Meets World, Charmed, ER e Cold Case. Em alguns casos, ela foi integrante do elenco regular, como em The Wild Thornberrys, onde interpretou Debbie Thornberry, e That's Life.
Em 2008, Harris dirigiu seu primeiro filme, o curta-metragem Madison, segmento da antologia Prank, esta última um projeto que não chegou a ser concluído. Ela dirigiu em 2010 um episódio para a web derivado do filme Satke Land e, fez sua estreia na direção de um longa-metragem com o terror Among Friends, lançado em 2013. Em outubro de 2020, Harris anunciou seu próximo trabalho de direção: Sequel, um filme slasher com produção de Joe Dante e protagonizado apenas por mulheres.

### Vida pessoal
Danielle é adepta do judaísmo. Ela namorou o ator Omri Katz por um breve período em 1991. Em 2013 anunciou que faria uma pausa na atuação para se concentrar em começar uma família com seu noivo, David Gross, com quem se casou em janeiro de 2014.
Ainda durante a década de 1990, ela foi perseguida por um fã obcecado, que escrevia cartas ameaçando matá-la. Ele foi preso quando foi avistado em sua casa, com uma arma e um ursinho de pelúcia nas mãos. Em 29 de janeiro de 2007, Harris contou um pouco mais sobre o terrível episódio em Dr. Phil, um programa de entrevistas da rede CBS.

## Filmografia

### Televisão
| Ano       | Título                                     | Papel                     | Notas                                           | Ref.   |
| --------- | ------------------------------------------ | ------------------------- | ----------------------------------------------- | ------ |
| 1985-1987 | One Life to Live                           | Samantha "Sami" Garretson | Papel recorrente                                | [ 5 ]  |
| 1987      | Spenser: For Hire                          | Tara                      | Episódio: "Thanksgiving"                        | [ 5 ]  |
| 1991      | Don't Touch My Daughter                    | Dana Hemmings             | Telefilme                                       | [ 5 ]  |
| 1991      | Eerie, Indiana                             | Melanie Monroe            | Episódio: "Heart on a Chain"                    | [ 5 ]  |
| 1991      | Growing Pains                              | Susie Maxwell             | Episódio: "The Big Fix"                         | [ 5 ]  |
| 1991      | The Killing Mind                           | Jovem Isobel              | Telefilme                                       | [ 5 ]  |
| 1992-1993 | Roseanne                                   | Mollie Tilden             | Papel recorrente                                | [ 5 ]  |
| 1992      | 1775                                       | Abby Proctor              | Episódio piloto                                 | [ 5 ]  |
| 1993      | Brains and Brawn                           | Coapresentadora           | Concurso de televisão                           | [ 5 ]  |
| 1993      | The Woman Who Loved Elvis                  | Priscilla "Cilla          | Telefilme                                       | [ 5 ]  |
| 1993      | Circus of the Stars Gives Kids the World   |                           | Especial                                        | [ 5 ]  |
| 1994      | The Commish                                | Sheri Fisher              | Episódio: "Romeo and Juliet"                    | [ 5 ]  |
| 1994      | Roseanne: An Unauthorized Biography        | Jessica aos quinze anos   | Telefilme                                       | [ 5 ]  |
| 1994      | Boy Meets World                            | Theresa "T. K." Keiner    | Episódio: "Sister Theresa"                      | [ 5 ]  |
| 1996      | Back to Back                               | Chelsea                   | Telefilme                                       | [ 5 ]  |
| 1997      | High Incident                              | Tiffany                   | Episódio: "Camino High"                         | [ 5 ]  |
| 1997      | ER                                         | Laura Quentin             | Episódio: "Something New"                       | [ 5 ]  |
| 1997      | ER                                         | Laura Quentin             | Episódio: "Friendly Fire"                       | [ 5 ]  |
| 1997      | Brooklyn South                             | Willow Mortner            | Episódio: "Clown without Pity"                  | [ 5 ]  |
| 1998-2000 | The Wild Thornberrys                       | Debbie Thornberry         | Dublagem                                        | [ 5 ]  |
| 1998      | Brooklyn South                             | Willow Mortner            | Episódio: "Tears on My Willow"                  | [ 5 ]  |
| 1998      | Diagnosis Murder                           | Noelle Landru             | Episódio: "An Education in Murder"              | [ 5 ]  |
| 1998      | Charmed                                    | Eviva                     | Episódio: "The Fourth Sister"                   | [ 5 ]  |
| 1999      | Goosed                                     | Jovem Charlene            | Telefilme                                       | [ 5 ]  |
| 1999      | Hard Time: Hostage Hotel                   | Justine Sinclair          | Telefilme                                       | [ 5 ]  |
| 2000-2001 | That's Life                                | Plum Wilkinson DeLucca    | Papel recorrente                                | [ 5 ]  |
| 2001      | The Wild Thornberrys: The Origin of Donnie | Debbie Thornberry         | Dublagem                                        | [ 5 ]  |
| 2002      | The West Wing                              | Kiki                      | Episódio: "20 Hours in America: Part 1"         | [ 5 ]  |
| 2004      | Father of the Pride                        | Sierra                    | 10 episódios                                    | [ 19 ] |
| 2005      | Cold Case                                  | Gina Carroll              | Episódio: "Yo, Adrian"                          | [ 20 ] |
| 2012      | Family Guy                                 | Jamie Lloyd               | Episódio: "Tom Tucker: The Man and His Dream"   | [ 21 ] |
| 2012      | Nuclear Family                             | Zoe                       | 4 episódios                                     | [ 22 ] |
| 2013      | Holliston                                  | Ela mesma                 | Episódio: "Holloween Girl"                      | [ 23 ] |
| 2013      | Bones                                      | Rebecca Pearce            | Episódio: "Bite Me"                             | [ 24 ] |
| 2015      | Robot Chicken                              | Debbie Thornberry         | Episódio: "Zeb and Kevin Erotic Hot Tub Canvas" | [ 25 ] |
| 2017      | The Core                                   | Ela mesma                 | Especial                                        | [ 26 ] |

### Cinema
| Ano  | Título                                    | Papel                        | Notas                                                           | Ref.   |
| ---- | ----------------------------------------- | ---------------------------- | --------------------------------------------------------------- | ------ |
| 1988 | Halloween 4: The Return of Michael Myers  | Jamie Lloyd                  |                                                                 | [ 5 ]  |
| 1989 | Halloween 5: The Revenge of Michael Myers | Jamie Lloyd                  | Título alternativo: Halloween 5                                 | [ 5 ]  |
| 1990 | Marked for Death                          | Tracey                       | Título alternativo: Screwface                                   | [ 5 ]  |
| 1991 | Don't Tell Mom the Babysitter's Dead      | Melissa Crandell             |                                                                 | [ 5 ]  |
| 1991 | City Slickers                             | Estudante da primeira classe |                                                                 | [ 5 ]  |
| 1991 | The Last Boy Scout                        | Darian Hallenbeck            |                                                                 | [ 5 ]  |
| 1993 | Free Willy                                | Gwenie                       |                                                                 | [ 5 ]  |
| 1996 | Daylight                                  | Ashley Crighton              |                                                                 | [ 5 ]  |
| 1996 | Wish upon a Star                          | Hayley Wheaton               |                                                                 | [ 5 ]  |
| 1996 | Shattered Image                           | Susan                        |                                                                 | [ 5 ]  |
| 1998 | Urban Legend                              | Tosh Guaneri                 | Título alternativo: Mixed Culture                               | [ 5 ]  |
| 1998 | Dizzyland                                 | Lulu                         |                                                                 | [ 5 ]  |
| 2000 | Poor White Trash                          | Suzi                         |                                                                 | [ 5 ]  |
| 2001 | Killer Bud                                | Barbie                       | Título alternativo: Totally Irresponsible                       | [ 5 ]  |
| 2002 | The Wild Thornberrys Movie                | Debbie Thornberry            | Dublagem                                                        | [ 5 ]  |
| 2003 | Rugrats Go Wild!                          | Debbie Thornberry            | Dublagem                                                        | [ 5 ]  |
| 2003 | The Partners                              | Leila                        |                                                                 | [ 5 ]  |
| 2004 | Debating Robert Lee                       | Liz Bronner                  |                                                                 | [ 2 ]  |
| 2005 | Race You to the Bottom                    | Carla                        |                                                                 | [ 2 ]  |
| 2007 | Left for Dead                             | Nancy                        | Título alternativo: Devil's Night                               | [ 27 ] |
| 2007 | Halloween                                 | Annie Brackett               |                                                                 | [ 2 ]  |
| 2008 | Madison                                   |                              | Curta-metragem; diretora                                        | [ 11 ] |
| 2009 | The Black Waters of Echo's Pond           | Kathy                        |                                                                 | [ 2 ]  |
| 2009 | Blood Night: The Legend of Mary Hatchet   | Alyssa                       |                                                                 | [ 2 ]  |
| 2009 | Super Capers                              | Felicia Freeze               |                                                                 | [ 2 ]  |
| 2009 | Halloween II                              | Annie Brackett               |                                                                 | [ 2 ]  |
| 2010 | Stake Land                                | Belle                        |                                                                 | [ 2 ]  |
| 2010 | Willie                                    |                              | Curta-metragem derivado de Stake Land; diretora                 | [ 13 ] |
| 2010 | Godkiller                                 | Halfpipe                     | Dublagem                                                        | [ 2 ]  |
| 2010 | Hatchet II                                | Marybeth                     |                                                                 | [ 2 ]  |
| 2010 | Cyrus: Mind of a Serial Killer            | Maria                        |                                                                 | [ 2 ]  |
| 2011 | ChromeSkull: Laid to Rest 2               | Spann                        |                                                                 | [ 2 ]  |
| 2011 | Shiver                                    | Wendy Alden                  |                                                                 | [ 2 ]  |
| 2011 | The Victim                                | Mary                         |                                                                 | [ 2 ]  |
| 2011 | The Trouble With the Truth                | Jenny                        |                                                                 | [ 2 ]  |
| 2011 | Nice Guys Finish Last                     | Kori                         | Curta-metragem                                                  | [ 28 ] |
| 2012 | Fatal Call                                | Amy Hannison                 |                                                                 | [ 2 ]  |
| 2013 | Among Friends                             | Jamie Lloyd                  | Participação especial; diretora                                 | [ 29 ] |
| 2013 | Hatchet III                               | Marybeth                     |                                                                 | [ 2 ]  |
| 2013 | Hallows' Eve                              | Nicole Bates                 |                                                                 | [ 2 ]  |
| 2013 | Camp Dread                                | Xerife Donlyn                |                                                                 | [ 2 ]  |
| 2014 | See No Evil 2                             | Amy                          |                                                                 | [ 2 ]  |
| 2014 | Ghost of Goodnight Lane                   | Chloe                        |                                                                 | [ 2 ]  |
| 2014 | Tom Holland's Twisted Tales               | Susan                        | Segmento: "To Hell With You"                                    | [ 30 ] |
| 2014 | Night of the Living Dead: Darkest Dawn    | Barbara                      | Dublagem; título alternativo: Night of the Living Dead: Origins | [ 31 ] |
| 2016 | Postpartum                                | Enfermeira Regan             | Curta-metragem                                                  | [ 32 ] |
| 2016 | Havenhurst                                | Danielle                     | Título alternativo: Resurrection of Evil                        | [ 33 ] |
| 2017 | Inoperable                                | Amy Barrett                  |                                                                 | [ 2 ]  |
| 2017 | Victor Crowley                            | Marybeth Dunstan             | Cameo                                                           | [ 34 ] |
| 2018 | Camp Cold Brook                           | Angela                       |                                                                 | [ 2 ]  |
| 2019 | Once Upon a Time in Hollywood             | "Angel"                      | Cameo                                                           | [ 10 ] |
| 2019 | Between the Darkness                      | Stella Woodhouse             | Título alternativo: Come, Said the Night                        | [ 35 ] |
| 2020 | Stay Home                                 | Ela mesma                    | Curta-metragem                                                  | [ 36 ] |
| 2020 | Redwood Massacre: Annihilation            | Laura Dempsey                |                                                                 | [ 2 ]  |

## Prêmios
| Ano  | Premiação           | Categoria                                              | Obra                                 | Resultado | Ref.   |
| ---- | ------------------- | ------------------------------------------------------ | ------------------------------------ | --------- | ------ |
| 1992 | Young Artist Awards | Melhor atriz coadjuvante em um longa-metragem          | Don't Tell Mom the Babysitter's Dead | Indicada  | [ 37 ] |
| 1992 | Young Artist Awards | Melhor elenco jovem em um longa-metragem               | Don't Tell Mom the Babysitter's Dead | Indicada  | [ 37 ] |
| 1993 | Young Artist Awards | Melhor atriz em papel recorrente de série de televisão | Roseanne                             | Indicada  | [ 38 ] |